# Marie Dücker

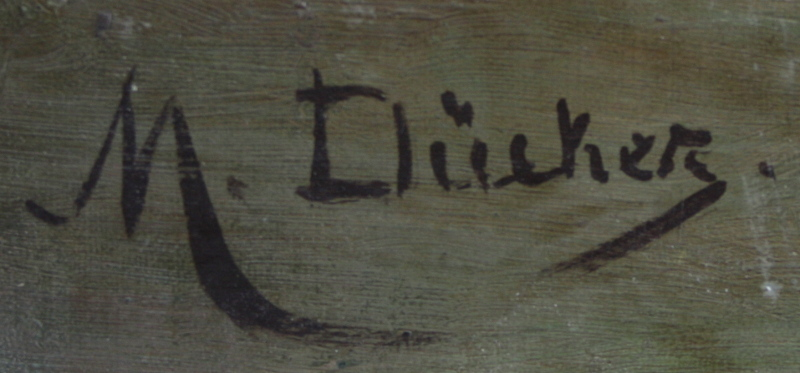
Signatur

Marie Mathilde Dücker (* 13. Juli 1847 in Arensburg auf Ösel, Gouvernement Livland; † 22. April 1947 in Hösel) war eine deutschbaltische Malerin und Kunstlehrerin.

## Leben

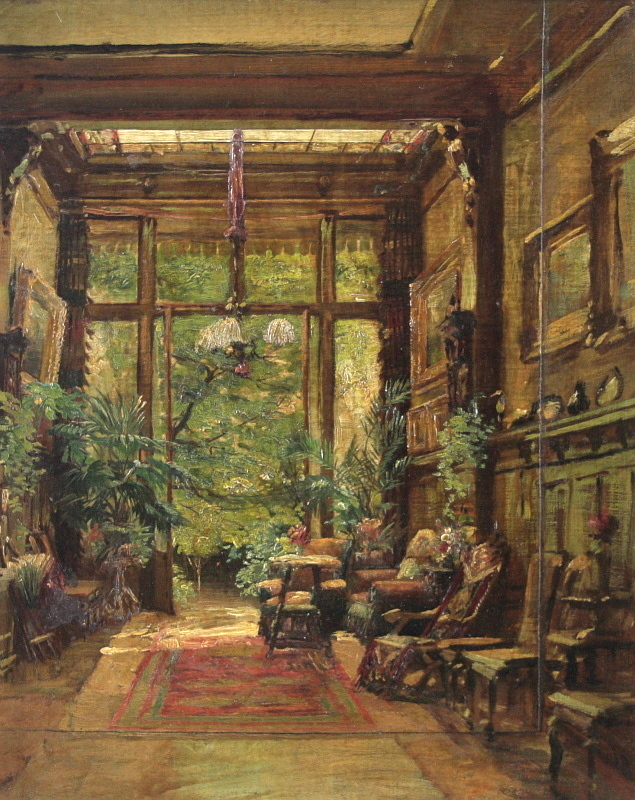
Interieur einer Villa mit Blick auf den Garten, Gemälde aus dem Nachlass von Eugen Dücker

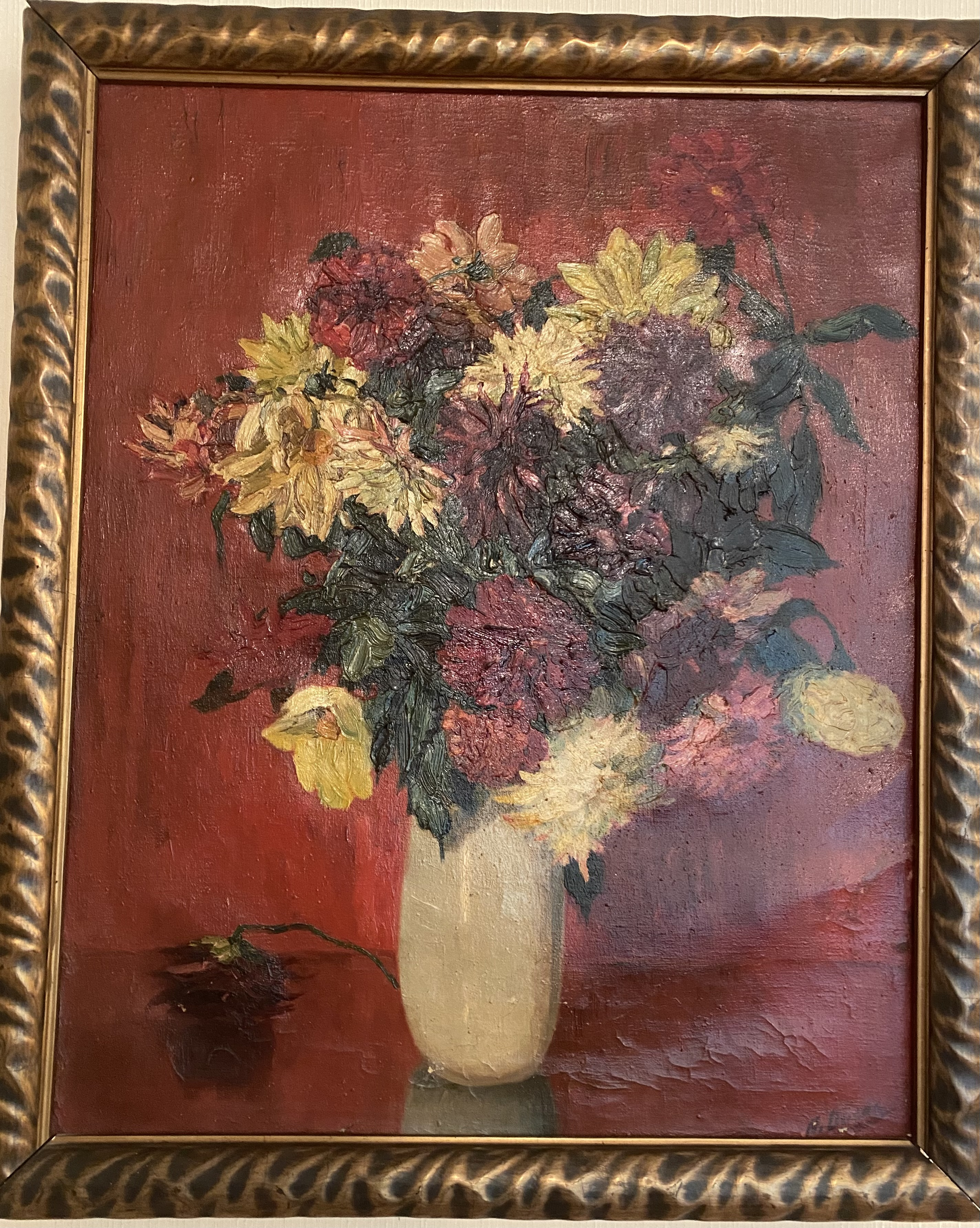
Blumenstück, um 1878

Dücker war eine Tochter des Tischlermeisters Eduard Dücker (1813–1886) und dessen Frau Amalie, geborene Fischer (1810–1880). Von ihrem Bruder, dem Landschaftsmaler Eugen Dücker, wurde sie in der Malerei unterrichtet. Danach war sie als freischaffende Malerin und private Kunstlehrerin in Pernau und Riga tätig. Ihr Lebensende verbrachte sie in der Nähe von Düsseldorf. Marie Dücker schuf Landschaften und Interieurmalerei, bekannt wurde sie aber vor allem durch Stillleben und Blumenstücke. 1901 und 1911 nahm sie an Ausstellungen in Pernau teil.